# Ян Бинь (борец)
Ян Бинь (кит. упр. 杨斌, пиньинь Yáng Bīn, р.10 июля 1989) — китайский борец греко-римского стиля, чемпион Азии.

## Биография
Родился в 1989 году в Тэнчжоу (городской округ Цзаочжуан провинции Шаньдун). В 2014 году стал бронзовым призёром чемпионата Азии. В 2016 году принял участие в Олимпийских играх в Рио-де-Жанейро, но занял там лишь 9-е место. В 2017 году вновь стал бронзовым призёром чемпионата Азии. В 2018 году стал чемпионом Азии и бронзовым призёром Азиатских игр.